# Fortunato Morrone
Fortunato Morrone (Isola di Capo Rizzuto, 20 settembre 1958) è un arcivescovo cattolico italiano, dal 20 marzo 2021 arcivescovo metropolita di Reggio Calabria-Bova e dal 4 ottobre 2021 presidente della Conferenza episcopale calabra.

## Biografia
Nasce a Isola di Capo Rizzuto, allora in provincia di Catanzaro e diocesi di Crotone, il 20 settembre 1958.

### Formazione e ministero sacerdotale
Frequenta i primi quattro anni dei corsi seminaristici presso lo "Studio Zenoniano" di Verona. Nel 1982 ottiene il baccalaureato in teologia presso la Pontificia Università Lateranense di Roma.
Il 1º ottobre 1983 è ordinato presbitero, nella cattedrale di Crotone, dall'arcivescovo Giuseppe Agostino.
Dopo l'ordinazione continua gli studi e consegue, nel 1986, la licenza e il dottorato in teologia dogmatica alla Pontificia Università Gregoriana di Roma.  In quegli anni, tra il 1982 e il 1986, si occupa della pastorale giovanile presso la parrocchia di Santa Caterina da Siena in Roma.
Tornato nell'arcidiocesi natale, diventa parroco di Melissa, dove rimane dal 1986 al 1990, e assistente diocesano dei giovani di Azione Cattolica, fino al 2001. Dal 1986 insegna teologia dogmatica alla Scuola di Formazione teologica-ministeriale Unus Magister di Crotone e dal 1989 presso l'istituto teologico calabro. È relatore del sinodo diocesano di Crotone-Santa Severina negli anni 1988-1989. Dal 1989 è parroco della chiesa di Santa Maria Prothospataris a Crotone, fino al 1999, e responsabile diocesano della pastorale giovanile, fino al 2002.
Nel 1994 è nominato delegato arcivescovile per il laicato, segretario del consiglio presbiterale e del consiglio pastorale arcidiocesano; ricopre gli incarichi fino al 1996. Dal 1999 al 2008 è parroco in solido e poi amministratore della parrocchia della Visitazione della Beata Vergine Maria a Le Castella, dal 2009 al 2013. Responsabile per il diaconato permanente, dal 2002, e della Scuola di formazione per gli operatori pastorali, dal 2000 al 2006, ricopre in seguito l'incarico di assistente regionale dell'Azione Cattolica, dal 2008 al 2018. È nominato vicario parrocchiale di Maria Immacolata e San Michele a Botricello, il 1º ottobre 2013; dal 2015 è parroco di San Leonardo di Cutro e dall'ottobre 2018 vicario foraneo di Isola di Capo Rizzuto. Dal 2009 alla nomina episcopale è ordinario di teologia sistematica presso l'istituto teologico calabro.

### Ministero episcopale
Il 20 marzo 2021 papa Francesco lo nomina arcivescovo metropolita di Reggio Calabria-Bova; succede a Giuseppe Fiorini Morosini, dimessosi per raggiunti limiti di età. Il 5 giugno successivo riceve l'ordinazione episcopale, nella chiesa di Santa Maria Madre della Chiesa, in contrada Farina a Crotone, dall'arcivescovo Angelo Raffaele Panzetta, coconsacranti gli arcivescovi Antonio Giuseppe Caiazzo e Giuseppe Fiorini Morosini. Il 12 giugno prende possesso dell'arcidiocesi.
Il 29 giugno seguente, nella basilica di San Pietro in Vaticano, riceve dal papa il pallio.
Il 4 ottobre 2021 è nominato presidente della Conferenza episcopale calabra per il quinquennio 2021-2026; succede all'arcivescovo Vincenzo Bertolone.

## Genealogia episcopale
La genealogia episcopale è:
- Cardinale Scipione Rebiba
- Cardinale Giulio Antonio Santori
- Cardinale Girolamo Bernerio, O.P.
- Arcivescovo Galeazzo Sanvitale
- Cardinale Ludovico Ludovisi
- Cardinale Luigi Caetani
- Cardinale Ulderico Carpegna
- Cardinale Paluzzo Paluzzi Altieri degli Albertoni
- Papa Benedetto XIII
- Papa Benedetto XIV
- Papa Clemente XIII
- Cardinale Marcantonio Colonna
- Cardinale Giacinto Sigismondo Gerdil, B.
- Cardinale Giulio Maria della Somaglia
- Cardinale Carlo Odescalchi, S.I.
- Cardinale Costantino Patrizi Naro
- Cardinale Lucido Maria Parocchi
- Arcivescovo Adauctus Aurélio de Miranda Henriques
- Arcivescovo Moisés Ferreira Coelho
- Arcivescovo José de Medeiros Delgado
- Cardinale Eugênio de Araújo Sales
- Arcivescovo Filippo Santoro
- Arcivescovo Angelo Raffaele Panzetta
- Arcivescovo Fortunato Morrone